# Epidendrum ochriodes
Epidendrum ochriodes är en orkidéart som beskrevs av John Lindley. Epidendrum ochriodes ingår i släktet Epidendrum och familjen orkidéer.
Artens utbredningsområde är Ecuador. Inga underarter finns listade i Catalogue of Life.